# Diapsida
Diapsida är en systematisk grupp av tidiga reptiler där ett utmärkande drag är två håligheter i kraniet. Diapsida dök upp i slutet av karbon för cirka 300 milj. år sedan. Denna grupp kom med tiden att utvecklas till Dinosaurier. Diapsida är en av dagens mest framgångsrika grupper med reptiler. Idag existerar cirka 14 000 arter som har sitt ursprung ur samma djurgrupp, inberäknat alla fågelarter, även om dessa har förlorat många av de ursprungligen utmärkande egenskaperna.

## Taxonomi
- Infraklass Archosauromorpha
  - Crurotarsi
  - Pterosauria
  - Dinosauria
- Infraklass Lepidosauria
  - Underordning Sauria
  - Underordning Serpentes